# Nikolaj Konstantinovitj af Rusland
Nikolaj Konstantinovitj af Rusland (russisk: Николай Константинович Романов; tr. Nikolaj Konstantinovitj Romanov) (14. februar 1850 — 26. januar 1918) var en russisk storfyrste, der var søn af storfyrst Konstantin Nikolajevitj af Rusland og prinsesse Alexandra af Sachsen-Altenburg.

## Biografi

### Tidlige liv
Nikolaj Konstantinovitj blev født den 14. februar 1850 i Sankt Petersborg i Det Russiske Kejserrige. Han var det ældste barn af storfyrst Konstantin Nikolajevitj af Rusland i hans ægteskab med prinsesse Alexandra af Sachsen-Altenburg.

### Ægteskab
Storfyrst Nikolaj giftede sig i et morganatisk ægteskab med Nadjezjda Aleksandrovna von Dreyer. De fik to børn, der fik tillagt titel af fyrst Romanovskij-Iskander.

### Død
Storfyrst Nikolaj døde 67 år gammel af lungebetændelse den 26. januar 1918 i Tasjkent.

## Eksterne links
- Wikimedia Commons har flere filer relateret til Nikolaj Konstantinovitj af Rusland